# Annick Chapron
Pour les articles homonymes, voir Chapron.
Annick Chapron, née le 10 mars 1949 à Plessala Côtes-du-Nord, est une coureuse cycliste française.

## Biographie

### Parcours dans le cyclisme
Annick Chapron est élue 7 fois championne de Bretagne sur piste, 4 fois championne de Bretagne sur route, championne de France et se place à la 6ième place au championnat du monde à Gap. 
En 1971 et 1975, elle participe cinq fois aux championnats du monde sur route.
De 1980 à 1993, elle est membre du Club cyclo de Plouguenast-Langast et est licenciée au Cyclo club du Ninian depuis 1994.

### Ses écrits
En 1988, Annick Chapron écrit son premier ouvrage Le vélo dans la peau, ou elle retrace sa carrière cycliste.
En 2022, elle sort son deuxième livre Les nouvelles du club cyclo du Ninian, tiré en 100 exemplaires. Celui-ci retrace la vie du club depuis 1994, date de son arrivée à l'association,.

## Publications
- Le vélo dans la peau, 1988, 152 p.

- Les nouvelles du club cyclo du Ninian à Plémet, 2022

## Palmarès
- 1971
  -  Championne de France sur route
- 1972
  - 6e du championnat du monde sur route
- 1973
  - 3e du championnat de France de poursuite
- 1974
  - 2e du championnat de France sur route